# 李元度
李 元度（り げんたく、Li Yuandu、1821年 ‐ 1887年）は、清末の湘軍の指揮官・学者。字は次青。湖南省平江県沙塅村出身。
父親は豆腐売りという貧しい家庭に育ったが、18歳で秀才となり、23歳で挙人となって、黔陽県の儒学の教師となった。1853年、郴州の州学の訓導となった。太平天国が儒学を非難していることに憤り、衡陽にいた湘軍の曽国藩のもとに、平江で召募した兵5百人とともに参加した。曽国藩は2年間兵の訓練を行っていたが、長沙の靖港鎮で惨敗を喫したとき、曽国藩は李元度に遺書を残して投水自殺しようとしたが、すくい上げられ、李元度は曽国藩をなだめすかした。曽国藩は感動のあまり、姪をめとることを許した。1856年8月、太平天国の唐正才の水軍が鄱陽湖で湘軍を包囲し、曽国藩に再度自殺未遂をおこさせたが、この時も李元度が思いとどまらせた。
1860年、両江総督となった曽国藩は李元度に命じて徽州に駐屯させ、湘軍の司令部のある祁門の守りを固めようとした。しかし太平天国軍は10万の兵で徽州を攻め、李元度は危うく戦死するところを脱出した。徽州を守れなかったことで曽国藩に弾劾され、免職となった。これには曽国藩と不仲であった浙江巡撫王有齢を救出しようとしたことで曽国藩の怒りを買ったことも一因であるという。
1866年、李元度は義勇軍2千人を率いて貴州省の少数民族の蜂起の鎮圧に参加し、戦功により雲南按察使に任命された。1884年、清仏戦争が発生すると彭玉麟の求めに応じて広東省の防衛にあたった。1887年、貴州布政使に昇進したが、在職中に病死した。
著書には『国朝先正事略』『湖南省志』などがあり、高い学術的価値を有している。